# リック・ウィルソン (政治コンサルタント)
リック・ウィルソン（英: Rick Wilson）はフロリダに拠点を置く政治戦略家、メディアコンサルタント。
知事、米国上院議員、スーパーPACS、および企業向けにテレビを制作している。

## 解説
彼は、2016年アメリカ合衆国大統領選挙で、ドナルド・トランプとトランプの支持者への批判的な発言でよく知られるようになった。例えば、トランプが「肛門のためにもっと支払う」ならどうするのかTwitter経由でアン・コールターに尋ねたり、MSNBCではトランプの支持者を「アニメで自慰する子供を持たない独身男性」と述べた。
ウィルソンは、デイリー・ビースト、ポリティコ、デイリーニューズ、フェデラリスト、インディペンデント・ジャーナル・レビュー、およびリコシェに寄稿している。。